# Эклунд, Дикки
Ричард Эклунд-младший (англ. Richard Eklund jr, более известный как Дикки Эклунд; род. 3 мая 1957, Лоуэлл, Мидлсекс, Массачусетс, США) — американский боксёр-профессионал, выступавший в полусредней весовой категории. Наиболее известен как бывший тренер своего младшего брата Микки Уорда, прославившегося конкурентными боями со звездами бокса и ставшего впоследствии чемпионом мира в полусреднем весе. 
На основе истории жизни братьев, преодолевших на жизненном пути глубокие личные драмы, был впоследствии создан сценарий, по которому режиссером Дэвидом Расселом в 2010 году был снят художественный фильм «Боец». Фильм имел коммерческий успех. После выхода фильма, Дикки Эклунд приобрел известность в США и за ее пределами.

## Ранние годы
Дикки Эклунд родился 3 мая 1957 года в городе Лоуэлл, штат Массачусетс. В школьные годы Эклунд занялся боксом. Он дважды побеждал в турнире «Золотые перчатки» среди местных бойцов. На любительском уровне Эклунд показал выдающийся результат, одержав 192 победы в 200 боях. После успешной любительской карьеры, в начале 1975 года Дикки принял решение заняться подготовкой к профессиональной карьере.

## Профессиональная карьера
Первый профессиональный бой Эклунд провел 26 августа 1975 года. Его первым противником стал 23-ний Джо ДиФэйет, в активе которого уже было 8 боев, 6 из которых он выиграл. Бой продолжался 6 раундов, более опытный ДиФэйет выглядел лучше и по окончании боя раздельным решением судей ему присудили победу. Таким образом Дикки начал карьеру с поражения. Через месяц, 30 сентября Эклунд вышел на ринг против начинающего боксера Дага Романо, которого победил по очкам, одержав тем самым первую победу в карьере. В ноябре 1975 года Эклунд одержал первую победу нокаутом, нокаутировав начинающего боксера Авелино Дос Райса в 3 раунде. 
В январе 1976 года Дикки встретился с первым серьезным противником, опытнейшим Терри Рондо, в активе которого 57 боев, 28 которые он выиграл. В этом бою Эклунд победил по очкам. На протяжении 1976 года Эклунд провел еще 5 боев, которые все выиграл, одержав победы над крепкими Рэнди Милтоном, Майком Мико и небитым Руфусом Миллером. В феврале 1977 года Эклунд вышел на ринг против финского боксера Эрки Меронена. Меронен заработал репутацию сильного техничного боксера и имел в своем активе 30 побед и 1 поражение. В бою с Эклундом Меронен доминировал и по окончании боя победил по очкам с разгромным счетом. После поражения от финна, Эклунд не выходил на ринг 11 месяцев. Очередной профессиональный бой Дикки провел лишь в январе 1978 года против начинающего боксера Эла Круза, которого он нокаутировал в 5 раунде, после чего вышел на ринг в марте против Уилли Родригеса. Эклунд провел неплохой бой и был близок к победе, но по его окончании победа была присуждена Родригесу. Дикки Эклунд потерпел 3-е поражение в карьере. 
18 июля 1978 года Дикки вышел на ринг против восходящей звезды бокса, будущего абсолютного чемпиона, небитого на тот момент Шугара Рэя Леонарда. Это был первый 10-раундовый бой в карьере Эклунда. Эклунд уступал в технике и скорости оппоненту, но тем не менее прошел всю дистанцию боя. По ходу боя, Леонард доминировал весь бой и дважды отправлял в нокдаун Эклунда. В 9-м раунде во время атаки, Эклунд наступил на ногу Леонарду, после чего тот поскользнулся и упал. Судья Томми Роусон не отсчитал нокдаун Леонарду, посчитав это падение произошедшим не под воздействием удара. Несмотря на этот инцидент, Леонард победил единогласным решением судей с разгромным счетом. Споры о том, поскользнулся Леонард или это был нокдаун под воздействием удара Эклунда велись долгие годы. Сам Эклунд настаивал на том, что падение Леонарда было чистым нокдауном, в то время как последний всячески это отрицал. Лишь спустя 32 года Эклунд признал, что удара в той ситуации не было и Леонард действительно поскользнулся. 
После поражения от Леонарда, Эклунд не выходил на ринг более года. Очередной свой профессиональный поединок он провел лишь 18 августа 1979 года против Фернандо Фернандеса, имевшим 14 побед и два поражения. Этот бой Дикки выиграл по очкам и завоевал титул чемпиона мира по малопрестижной версии «USA New England». В это же время, Эклунд увлекся наркотическими и алкогольными веществами, вследствие чего его карьера пошла на спад. Проиграв следующие два боя, Эклунд отправился в Канаду. Он вернулся на ринг в феврале 1981 года и провел три боя с малоизвестными канадскими боксерами. Дикки выиграл два боя нокаутом, но проиграл третий бой в октябре 1981 года примечательному канадцу Крису Кларку, после чего вернулся в США. В январе 1982 года Эклунд встретился с Кевином Ховардом, которому проиграл по очкам. Следующие три боя Дикки провел против слабых соперников. Он одержал две неубедительные победы по очкам, в том числе над Сезаром Гузманом, проводившим всего лишь 5 бой в карьере, который проиграл все предыдущие, и потерпел поражение от Роберта Сойера, после чего покинул ринг на 11 месяцев. В августе 1983 года Эклунд вышел на ринг против середняка Терри Кроули и победил в бою по очкам. Через месяц, 22 сентября 1983 года, Дикки вышел на ринг против перспективного небитого Реджи Миллера. Миллер избивал Эклунда весь поединок и победил с разгромным счетом единогласным решением судей. В октябре 1983 года Эклунд вышел на ринг против Джеймса Лукаса. Бой продолжался все отведенные 12 раундов и Дикки выдал неплохой бой. По окончании 12 раундов раздельным решением судей победа по очкам была присуждена Эклунду, после чего он ушел из бокса на 2 года. 
В мае 1985 Эклунд вернулся на ринг, где снова встретился с Лукасом. В этом бою Эклунд снова одержал победу, после чего оба боксера ушли из бокса окончательно. Таким образом титул чемпиона мира по малопрестижной версии и встреча с Шугаром Рэем Леонардом стали единственными достижениями для Дикки Эклунда в профессиональной карьере.

## Жизнь после бокса
После окончания профессиональной карьеры Эклунд занялся тренерской деятельностью. В период с 1985 по 1991 год Эклунд тренировал своего младшего брата Микки Уорда и был его промоутером. Но из-за хронических проблем с алкоголем и наркотиками карьера Дикки в качестве тренера и промоутера пошла на спад. Из-за ошибок Эклунда в организации поединков в карьере Уорда последовала череда поражений от малоизвестных боксеров, после чего он вступил в социальный конфликт с братом и в 1991 году ушел из бокса. Впав в тяжелую наркозависимость, Эклунд начал вести маргинальный образ жизни, вследствие чего у него появились проблемы с законом. 
Впервые он был арестован в 1986 году и провел 3 месяца в тюрьме по обвинению в нападении на полицейского. В 1993 году Эклунд был арестован по обвинению в ограблении. Он был осужден и получил в качестве наказания 6 месяцев заключения. К 1994 году он имел уже более 20 арестов за различные правонарушения. В 1994 году он был арестован по обвинению в вооруженном ограблении, был осужден 20 марта 1995 года и получил в качестве наказания 8 лет лишения свободы, которое отбывал в тюрьме «MCI-cedar Junction». Во время заключения Дикки стал одним из героев документального фильма «High on Crack Street: Lost Lives in Lowell», посвященном экономическому и географическому упадку города Лоуэлл и проблеме людей, которые под давлением обстоятельств оказались на социальном дне.
Получив условно-досрочное освобождение, в 1999 году Эклунд вышел на свободу. 
После освобождения Дикки вошел в команду брата Микки Уорда, который принял решение вернуться в бокс, и в течение ряда лет работал одним из его тренеров. В эти годы Уорд и Дикки в результате успешной карьеры имели хороший материальный доход. После того, как Уорд в 2003 году окончательно ушел из бокса, Эклунд снова начал вести криминальный образ жизни и принимать наркотические вещества. 
В 2006 году он был снова подвергнут аресту за хранение наркотических веществ. В то же время Эклунд подозревался в участии убийства 28-летнего Денниса Биллодо. Эклунд был допрошен, но доказательств причастности его к убийству не нашлось и впоследствии никаких обвинений ему предъявлено не было. 
В августе 2015 года Дикки был арестован по обвинению в домашнем насилии и впоследствии был осужден. К этому времени его криминальная карьера насчитывала уже 65 арестов за различные правонарушения. 
В 2019 году у Эклунда были выявлены проблемы со здоровьем, он перенес операцию на позвоночнике и заявил о падении интереса к своей персоне. Последние годы Эклунд занимается общественной деятельностью, сотрудничая со школами и различными молодежными центрами, проповедуя здоровый образ жизни и рассказывая об опасности употребления наркотических средств на примере собственной жизни.

## В массовой культуре
История жизни Эклунда и Уорда изображена в художественном фильме Боец с Марком Уолбергом в роли Мики Уорда и Кристианом Бейлом в роли Дикки Эклунда. Начиная с 2003 года, оба брата участвовали в написании сценария к фильму и позже работали в качестве консультантов во время его съемок. После выхода фильма Уорд и Эклунд заявили, что за исключением некоторых деталей сюжет фильма очень точно воспроизводит события, происходившие в реальности